# Лујза Милер (опера)
Лујза Милер (Luisa Miller), опера, melodramma lirico у три чина Ђузепеа Вердија

## Либрето
Салваторе Камарано (Salvatore Cammarano) према трагедији Интриге и љубав (Kabale und Liebe) Фридриха фон Шилера (Friedrich von Schiller).

## Праизведба
8. децембар 1846, Напуљ у Teatro San Carlo.

## Ликови и улоге
Гроф Валтер (Conte Walter) - бас

Родолфо (Rodolpho), његов син - тенор

Федерика (Federica), Војвоткиња од Остхајма, Валтерова нећака - алт

Вурм (Wurm), грофов послужитељ - бас

Милер (Miller), стари војник у пензији - баритон

Лујза (Luisa), његова ћерка - сопран

Лаура (Laura), девојка са села - мецосопран

Сељак - тенор
Федерикине пратиље, пажеви, слуге, луконоше, сељани (хор)

## Место и време
Тирол, прва половина XVII века

### I чин – „Љубав”
- Сцена I

Изван Милерове куће у лепом селу 

Лујзин је рођендан и Родолфо, који се заљубио у њу, је међу пријатељима који су дошли да јој честитају. Послужитељ замка Вурм тражи Лујзину руку, али она не узвраћа његова осеђања. Да би уклонио конкурента, он објављује старом Милеру да је Родолфо син грофа Валтера
- Сцена II

Дворана у Валтеровом замку 

Вурм је грофу одао Родолфову љубав. Гроф жели да то заустави и наређује синовљево венчање са војвоткињом од Остхајма, Родолфовом пријатељицом из детињства. Родолфо Федерики открива своју љубав према Лујзи, али ово само распламсава њену љубомору.
- Сцена III

Милерова кућа

Стари Милер обавештава ћерку о Родолфовом стварном положају и његовом скором браку. Али, Родолфо објашњава Лујзи да је воли, и обоје моле Милера да им допусти да се венчају. Гроф, који шпијунира сина, побесни и прети хапшењем Лујзе и њеног оца. Родолфо тада прети да ће открити озбиљне махинације које су учиниле Валтера грофом.

### II чин – „Интрига”
- Сцена I

Милерова кућа

Гроф је старог Милера бацио у тамницу. Вурм тврди да зна како га може спасти: уз обавезу да ћути о томе, Лујза мора написати писмо у којем изјављује да воли Вурма, а не Родолфа. У очајању, она то чини.
- Сцена II

Соба у Валтеровом замку

Гроф је уплашен јер Родолфо зна да је он, уз Вурмову помоћ, убио да би дошао до титуле. Тајна ће бити сачувана само ако се Родолфо добровољно одрекне Лујзе Након тога, Лујза мора поновити пред војвоткињом да воли Вурма.
- Сцена III

Башта замка

Вурм је показао Родолфу писмо Лујзе. У очајању, он изазива Вурма на двобој, али овај то избегне. Валтер, глумећи родитељско сажаљење, каже да ће дозволити да се његов син венча са Лујзом, али када му Родолфо каже за Лујзино наводно издајство, гроф наговара сина да се из освете венча са војвоткињом.

### III чин – „Отров”
Милерова кућа

Лујза жели да напише писмо Родолфу, у којем му признаје да је уцењена, али Милер, тек пуштен из тамнице, се плаши за своју слободу. Отац и ћерка одлучују да напусте село. Док се Лујза моли, Родолфо улази и спиа отрову у пиће које они заједно попију. Док се смрт приближава, Лујза признаје шта је учинила и љубавници умиру помирени. Последњим остацима снаге, Родолфо убија Вурма. Два оца остају без своје вољене деце.

## Познате музичке нумере
- Sacra la scelta è d'un consorte (Света је дужност) – Милерова арија (I чин)
- Il mio sangue, la vita darei (Моју крв, живот дадох) – Валтерова арија (I чин)
- Tu puniscimi, o Signore (Кажњаваш ме, Господе) – Лујзина арија (II чин)
- Quando le sere al placido (У ноћноме миру) – Родолфова арија (II чин)